# Phyllolabis pallidivena
Phyllolabis pallidivena är en tvåvingeart som beskrevs av Alexander 1963. Phyllolabis pallidivena ingår i släktet Phyllolabis och familjen småharkrankar.
Artens utbredningsområde är Myanmar. Inga underarter finns listade i Catalogue of Life.